# 永安 (北魏)
永安（528年九月—530年十月）是北魏的君主孝莊帝元子攸的第二个年号，由爾朱榮掌握朝政。共计2年餘。

## 纪年
| 永安 | 元年  | 二年  | 三年  |
| ---- | ----- | ----- | ----- |
| 公元 | 528年 | 529年 | 530年 |
| 干支 | 戊申  | 己酉  | 庚戌  |

## 參看
- 中国年号索引
  - 其他使用永安年號的政權
- 同期存在的其他政权年号
  - 大通（527年三月—529年九月）：南朝梁梁武帝萧衍的年号
  - 中大通（529年十月—534年十二月）：南朝梁梁武帝萧衍的年号
  - 神嘉（525年十二月—535年三月）：北魏時期領導劉蠡升年号
  - 廣安（526年九月—528年九月）：北魏時期領導葛荣年号
  - 天統（528年六月—529年四月）：北魏時期領導邢杲年号
  - 神獸（528年七月—530年四月）：北魏時期領導万俟丑奴年号
  - 孝基（529年四月—五月）：北魏政权北海王元顥年号
  - 建武（529年五月—閏六月）：北魏政权北海王元顥年号
  - 更興或更新（530年六月—532年十二月）：北魏政权汝南王元悅年号
  - 甘露：高昌政权麴光年号
  - 章和：高昌政权麴坚年号